# Миністе (волость)
Миністе (ест. Mõniste vald) — волость в Естонії, у складі повіту Вирумаа. 

## Положення
Площа волості — 174,8 км², чисельність населення на 1 січня 2010 року становила 1021 особу.  
Адміністративний центр волості — селище Миністе. До складу волості входять ще 16 сіл:  Hürova, Hüti, Kallaste, Karisöödi, Koemetsa, Kuutsi, Mõniste, Parmupalu, Peebu, Sakurgi, Saru, Singa, Tiitsa, Tundu, Tursa, Vastse-Roosa ja Villike.